# Honky Château
| Đánh giá chuyên môn | Đánh giá chuyên môn |
| Nguồn đánh giá      | Nguồn đánh giá      |
| Nguồn               | Đánh giá            |
| ------------------- | ------------------- |
| Allmusic            | [ 1 ]               |
| Robert Christgau    | A−                  |
| Rolling Stone       | [ 3 ]               |

Honky Château là album phòng thu thứ năm của ca sĩ - nhạc sĩ người Anh, Elton John, được phát hành vào tháng 5 năm 1972. Năm 2003, album được xếp ở vị trí số 357 trong danh sách "500 album vĩ đại nhất" của tạp chí Rolling Stone. Theo RIAA, Honky Château đạt chứng chỉ Vàng vào ngày 24 tháng 7 năm 1972 và Bạch kim vào ngày 11 tháng 10 năm 1995. Đây cũng là album cuối cùng của Elton John dưới nhãn đĩa Uni Records ở Mỹ và Canada trước khi MCA đưa quyền sở hữu các album của anh về một trong những nhãn đĩa con của họ. Kể từ đó, tất cả các album trước của John từ thời kỳ Uni đều được phát hành dưới tên MCA Records.

## Danh sách ca khúc
Tất cả các ca khúc đều được sáng tác bởi Elton John và Bernie Taupin.
Mặt A
1. "Honky Cat" – 5:13
2. "Mellow" – 5:32
3. "I Think I'm Going to Kill Myself" – 3:35
4. "Susie (Dramas)" – 3:25
5. "Rocket Man (I Think It's Going to Be a Long, Long Time)" – 4:45

Mặt B
1. "Salvation" – 3:58
2. "Slave" – 4:22
3. "Amy" – 4:03
4. "Mona Lisas and Mad Hatters" – 5:00
5. "Hercules" – 5:20

Bonus track (trong các ấn bản của Mercury năm 1995 và của Rocket năm 1996)
1. "Slave" (alternative) – 2:53

## Thành phần tham gia sản xuất
- Elton John – hát chính, piano và piano điện, organ.
- Davey Johnstone – guitar, banjo, mandolin, hát nền (các bài số 3, 5, 6, 8, 10).
- Dee Murray – bass, hát nền (các bài số 3, 5, 6, 8, 10).
- Nigel Olsson – trống, sắc-xô, conga, hát nền (các bài số 3, 5, 6, 8, 10).

Các nghệ sĩ khác
- Ivan Jullien – trumpet (bài số 1).
- Jacques Bolognesi – trombone (bài số 1).
- Jean-Louis Chautemps, Alain Hatot – saxophone (bài số 1).
- Jean-Luc Ponty – violin điện (các bài số 2, 8).
- "Legs" Larry Smith – tap dance (bài số 3).
- David Hentschel – phụ trách máy chỉnh âm ARP (các bài số 5, 10) (được ghi dưới tên "David Henschel" ở phần bìa).
- Ray Cooper – conga (bài số 8).
- Gus Dudgeon – tiếng huýt sáo và hát nền (bài số 10).
- Madeline Bell, Liza Strike, Larry Steel, Tony Hazzard – hát nền.

Ê-kíp sản xuất
- Sản xuất: Gus Dudgeon
- Kỹ thuật viên âm thanh: Ken Scott
- Chỉnh âm: "Legs" Larry Smith
- Chỉnh âm tái bản: Tony Cousins
- Phụ trách phát hành: Gus Skinas
- Chuyển đổi kỹ thuật số: Ricky Graham
- Trộn âm surround: Greg Penny
- Hòa âm dàn hơi: Gus Dudgeon
- Ảnh bìa: Ed Caraeff
- Lời dẫn: John Tobler

## Xếp hạng
| Bảng xếp hạng (1972)                      | Vị trí cao nhất |
| ----------------------------------------- | --------------- |
| Australian Kent Music Report Albums Chart | 4               |
| Canadian RPM Albums Chart                 | 3               |
| Dutch Mega Albums Chart                   | 9               |
| Italian Albums Chart                      | 5               |
| Japanese Oricon LP Chart                  | 21              |
| Norwegian VG-lista Albums Chart           | 8               |
| UK Albums Chart                           | 2               |
| U.S. Billboard 200                        | 1               |
| West German Media Control Albums Chart    | 43              |

| Bảng xếp hạng (1972)    | Vị trí |
| ----------------------- | ------ |
| Italian Albums Chart    | 18     |
| Australian Albums Chart | 15     |
| U.S. Billboard Year-End | 24     |
| Bảng xếp hạng (1973)    | Vị trí |
| U.S. Billboard Year-End | 80     |

| Quốc gia      | Chứng nhận |
| ------------- | ---------- |
| Hoa Kỳ (RIAA) | Bạch kim   |